# 共和国防衛同盟 (ルワンダ)
共和国防衛同盟（英語名：Coalition for the Defence of the Republic, フランス語名：Coalition pour la Défense de la République, 略語：CDR）は、ルワンダにかつて存在したルワンダ虐殺を支持する過激派フツによる政党である。

## 概要
この政党は、1992年3月にジュベナール・ハビャリマナ大統領によって設立され、与党の開発国民革命運動（MRND）と同盟関係にあった。党のスローガンは「"Mube maso"（気を付けろ!）」であり、これは言い換えると「フツは用心するべきで、さもなければかつてのようにツチに支配される」ということを意味していた。
党の指導者はジャン・シランベレ・バラヒニュラ（Jean Shyirambere Barahinyura）、ジャン＝ボスコ・バラヤグウィザ（Jean-Bosco Barayawiza）、マルタン・ブキャナ（Martin Bucyana）などであった。バラヤグウィザやフェルディナン・ナヒマナ（Ferdinand Nahimana）などの共和国防衛同盟の主要メンバーのうち幾人かはジェノサイド、ジェノサイド遂行における大衆煽動、人道に対する罪などの嫌疑でルワンダ国際戦犯法廷から告発を受けている。この党はまた、ルワンダ語で「同じゴールを目指すもの」を意味する民兵組織、インプザムガンビを作った。インプザムガンビは、インテラハムウェとともにルワンダ虐殺における実行部隊の主体となっていたことが知られている。